# Truget
Truget är en sjö i Ivittuut på Grönland.